# Karl Georg Hase

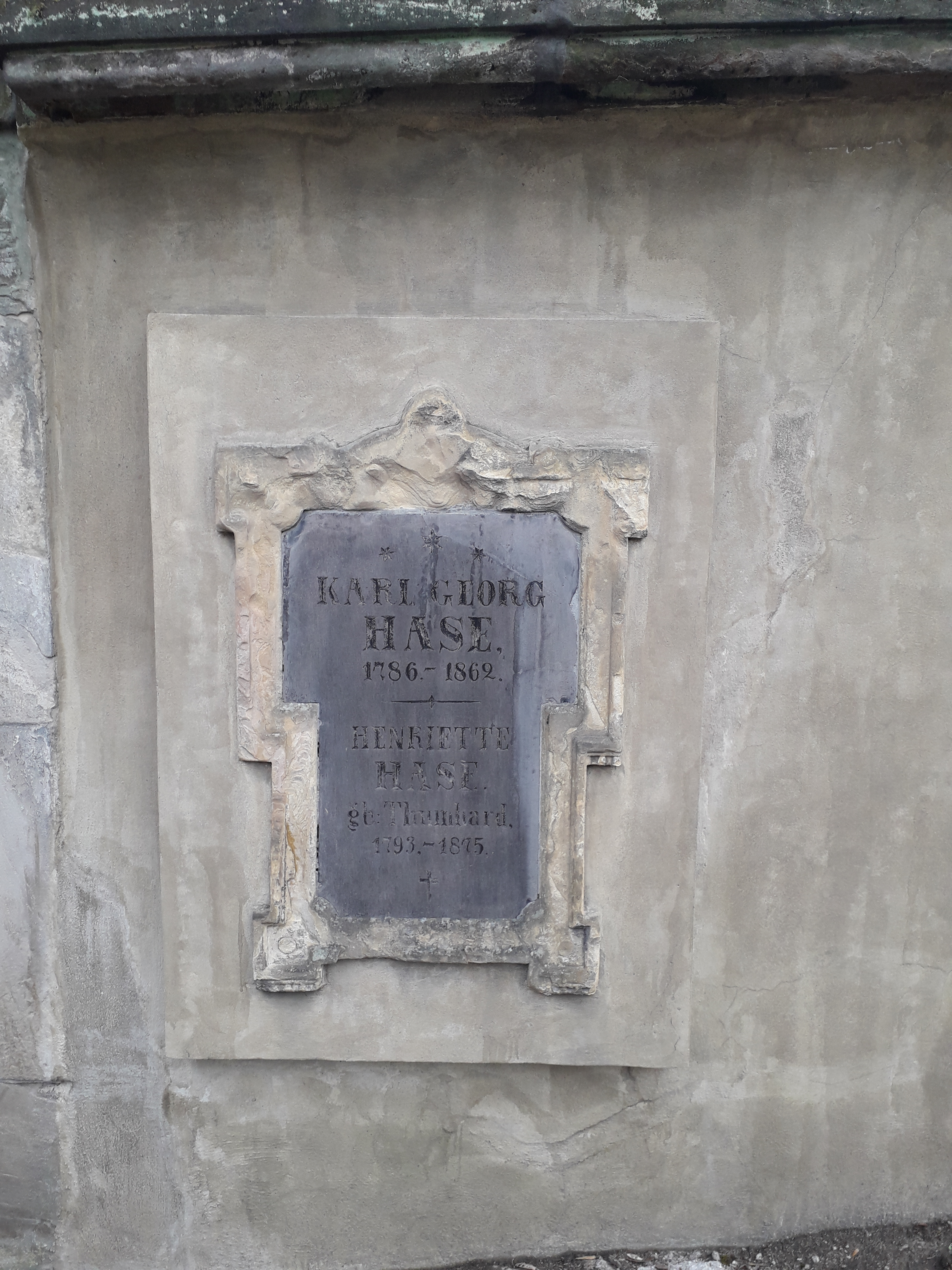
Grabmal von Karl Georg Hase auf dem Historischen Friedhof Weimar

Karl Georg Hase (* 19. August 1786 in Niederroßla; gest. 30. Januar 1862 in Weimar) war Oberbürgermeister in Weimar und auch Stadtdirektor. Hase entstammte der Adelsfamilie Hase.
Hase war Jurist und seit 1808 Hofadvokat. So kam er auch mit Goethe zusammen. Hase wurde jedenfalls mehrfach erwähnt. Das war keineswegs auf das Dienstliche beschränkt. So gibt es ein Zeugnis vom Donnerstag, den 30. März 1826, demzufolge Hase bei Goethe zugegen war, aber auch Johann Peter Eckermann. Ein weiteres von 1825 erwähnt ihn als „Dichter“, wo im Goetheschen Haus Lieder gesungen und Gedichte vorgetragen wurden, die die Gäste zu Ehren von Goethes 50. Jahrestag seiner Ankunft darbrachten. Auch zu Geburtstagen Goethes war das der Fall.
Seine Amtszeit als Oberbürgermeister der Stadt Weimar währte von Oktober 1838 bis 1850. Nach dem Brand des Rathauses 1837 wurde Weimar unter seine kommissarische Verwaltung gestellt. Seit 1841 war Hase auch Landesdirektionsrat. Die Pensionierung erfolgte 1851. In diese Zeit fallen auch der Auf- und Ausbau des Bahnnetzes in Weimar. Zusammen mit Lorenz Oken wandte er sich gegen die Beschränkung der Pressefreiheit 1818 durch die Weimarer Regierung. Das dürfte im Zusammenhang mit dem Wartburgfest 1817 und dessen Auswirkungen gestanden haben. Auch später setzte er sich für die Pressefreiheit ein. Im Jahre 1831 wandte er sich an den weimarischen Landtag mit einer entsprechenden Petition. In seiner Amtszeit begann das sogenannte Silberne Zeitalter Weimars. 1848 sorgte er für eine Bürgergarde in Weimar. Hase war seit 1831 im Vorstand des Lesemuseums. Sein Nachfolger als Weimarer Bürgermeister wurde Wilhelm Christian Friedrich Bock, Amtszeit 1851–1866. Im Jahre 1832 verfasste Hase eine Schrift über den Weimarer Landtag.
Sein Grab befindet sich auf dem Historischen Friedhof Weimar. Dem an einer Wandstelle befindlichen Stein zufolge war er mit Henriette Hase, geb. Thumhard (1793–1875), verheiratet.

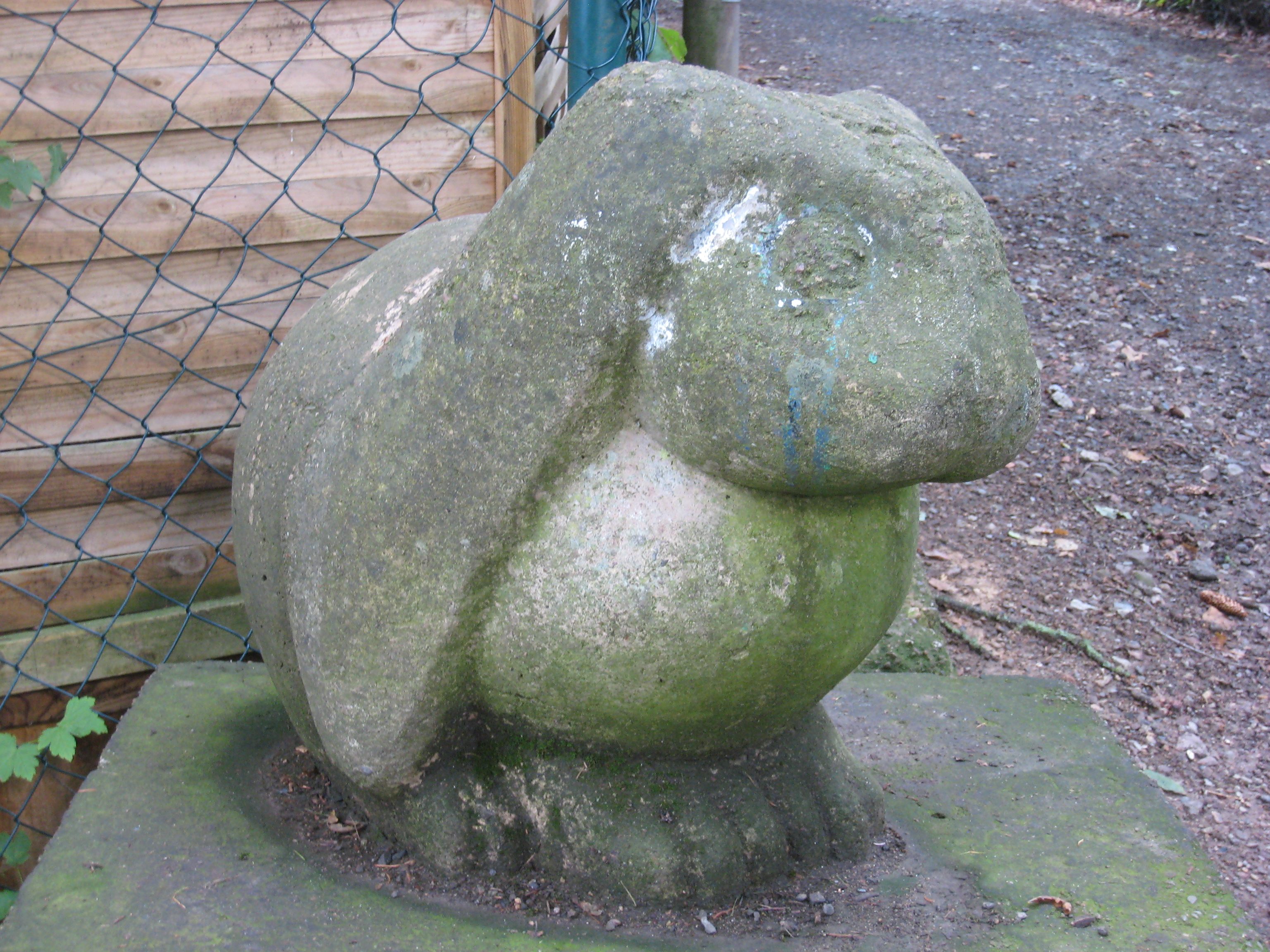
Skulptur eines ruhenden Hasen im Hasenwäldchen

Ihm zu Ehren wurde im Weimarer Süden das Hasenwäldchen angelegt. Das Weimarische Staatshandbuch u. a. von 1855 weist Hase als Ober-Bürgermeister und Stadtdirektor mit den Rechten und Prärogativen eines wirklichen Rathes – meint wohl Geheimrat – und Inhaber hoher Orden aus.